# 梁志堅 (商人)
梁志堅（英語：Stewart Leung Chi-kin，1940—），先後曾任新世界發展集團（港交所：0017）公司秘書及總經理、新世界酒店（集團）有限公司、協興建築有限公司董事，以及新世界中國地產（港交所：0917）執行董事；現為香港地產建設商會執委會主席、賽馬會馬主，以及會德豐有限公司董事會主席。

## 公職
- 香港地產建設商會主席

## 相關內部連結
- 香港地產建設商會
- 新世界集團
- 會德豐

## 名下馬匹
梁志堅自1991-1992馬季開始成為馬主，先後擁有馬匹「決策者」、「潛龍伏虎」、「齊齊贏」、「飲水思源」、「豁達瀟灑」、「貨如輪轉」。